# 奥富夕夏
奥富 夕夏（おくとみ ゆうか、1998年7月7日 - ）は、千葉県柏市出身の女子相撲選手である。
柏市立増尾西小学校、柏市立逆井中学校、日本体育大学柏高等学校卒業。 日本大学文理学部中国語中国文化学科を卒業。
大学卒業後は、相撲の実業団チームのある企業に一般社員として勤務している。
2010年に全日本小学生女子相撲大会(6年生、50kg以上60kg未満級)で優勝。以来、中学、高校、大学と相撲を続け、数々の大会で優勝・上位入賞。全日本女子相撲選手権では軽量級で3連覇、国際女子相撲選抜堺大会では2019年に同階級で優勝の実績を持つ。
就職先には競技者として所属できないが、仕事に影響が出ない範囲で練習に参加することを認められた。
相撲の他に柔道を10年経験しており、会社以外にも練習を出来る場所を求めて総合格闘技を取り入れた。2021年に女子総合格闘技に初参戦(リバーサルジム新宿Me,We所属)。
2022年4月、元シュートボクサーの高橋藍（たかはし藍）のインタビューに応じ、会社員と女子相撲選手そして総合格闘技を続ける目的について話している。大相撲と異なり、アマチュア相撲・女子相撲は体重制であるため小柄でも競技が可能で、しかも奥富は重量級の選手との勝率も高い。奥富個人としての課題は、海外の選手はレスリング・柔道と掛け合わせて試合をしてくるため、それに対応をしていくことであるという。また、仕事もトレーニングも練習も欠かしていないが、試合に出ると「練習不足」を感じるという。所属企業の男子選手は練習のときは「受けてくれる」ため、女子と相撲を取る時と感覚も変わってくるためであると説明している。
2024年9月1日付で、2021年から勤務している日本通運相撲部所属となった。

## 主な成績
- 全日本小学生女子相撲大会 - 6年生(50kg以上60kg未満級）　優勝(2010年)
- 全日本小学生女子相撲郡上大会 - 6年生(50kg以上60kg未満級）　優勝(2010年)
- 全日本中学生女子相撲大会 - 中量級(50kg以上65kg未満級)　優勝(2012年、2013年)、準優勝(2011年)
- 全国学生女子相撲選手権大会 - 軽量級(50kg以上65kg未満級)　優勝(2017年)、準優勝(2018年)

- 全日本女子相撲選手権大会 - 軽量級（65kg未満)　優勝(2014年、2017年、2018年)
- 全日本女子相撲郡上大会
  - 軽量級（65kg未満)　優勝(2017年)、3位(2015年、2016年、2018年)
  - 中量級　優勝(2012年、2013年)

- 全国選抜女子相撲大会
  - 軽量級（65kg未満)　3位(2017年)
  - 中量級（65kg未満)　3位(2014年)
  - 無差別級 3位(2018年)

- 全日本相撲個人体重別選手権大会 - シニア軽量級（65kg未満)　優勝

- 国際女子相撲選抜堺大会 - 軽量級（65kg未満) 優勝(2019年)、準優勝(2018年)、3位(2016年、2017年)
- ワールドゲームズ2022バーミングハム　軽量級（65kg未満) 優勝

## 総合格闘技
2021年6月20日のDEEP JEWELS 33(ニューピアホール)では、伝統派空手の二村桜子とアマチュアAAルールで対戦、1R(1分27秒) にアメリカーナで一本勝ち。
同年9月24日に行われたDEEP JEWELSアマチュア大会(新宿FACE)では、天野心愛（パンクラスイズム横浜）と対戦し、1R(2分08秒)に腕十字で一本勝ち。